# Spathius narses
Spathius narses är en stekelart som beskrevs av Nixon 1943. Spathius narses ingår i släktet Spathius och familjen bracksteklar. Inga underarter finns listade i Catalogue of Life.